# Samuel Buaczidze
Samuel Buaczidze (gruz. სამუელ გრიგოლის ძე ბუაჩიძე, ros. Самуи́л Григо́рьевич Буачи́дзе, ur. 17 czerwca 1882 we wsi Parcchnali w guberni kutaiskiej, zm. 20 czerwca 1918 we Władykaukazie) – gruziński i rosyjski rewolucjonista, bolszewik, pierwszy przewodniczący Rady Komisarzy Ludowych Terskiej Ludowej Republiki Radzieckiej (1918).
Skończył szkołę rolniczą w Kutaisi, później słuchacz kursów nauczycielskich, w 1902 wstąpił do SDPRR, po rozłamie związany z frakcją bolszewików, podczas rewolucji 1905-1907 organizator drużyn bojowych na Zakaukaziu i podziemnych drukarń na Północnym Kaukazie. W 1907 aresztowany w Moskwie, skazany na 4 lata katorgi, karę odbywał w Wołogdzie, w 1911 zbiegł, od 1912 do kwietnia 1917 na emigracji w Bułgarii i Szwajcarii, po powrocie do Rosji był członkiem Prezydium Rady Władykaukaskiej. Przewodniczący Władykaukaskiego Komitetu SDPRR(b), 30 grudnia 1917 aresztowany wraz z innymi członkami Prezydium Rady Władykaukaskiej, 1 stycznia 1918 uwolniony. Uczestnik 1 (styczeń 1918 we Władykaukazie), 2 (16 lutego 1918 w Piatigorsku) i 3 (22-29 maja 1918 w Groznym) Zjazdu Narodów Tereku. Od 9 marca do 20 czerwca 1918 przewodniczący Rady Komisarzy Ludowych Terskiej Ludowej Republiki Radzieckiej. 20 czerwca 1918 zabity przez białych Kozaków.
Jego imieniem nazwano ulice w Piatigorsku, Jessentukach, Mineralnych Wodach i Tbilisi.